# Ljumskbråck

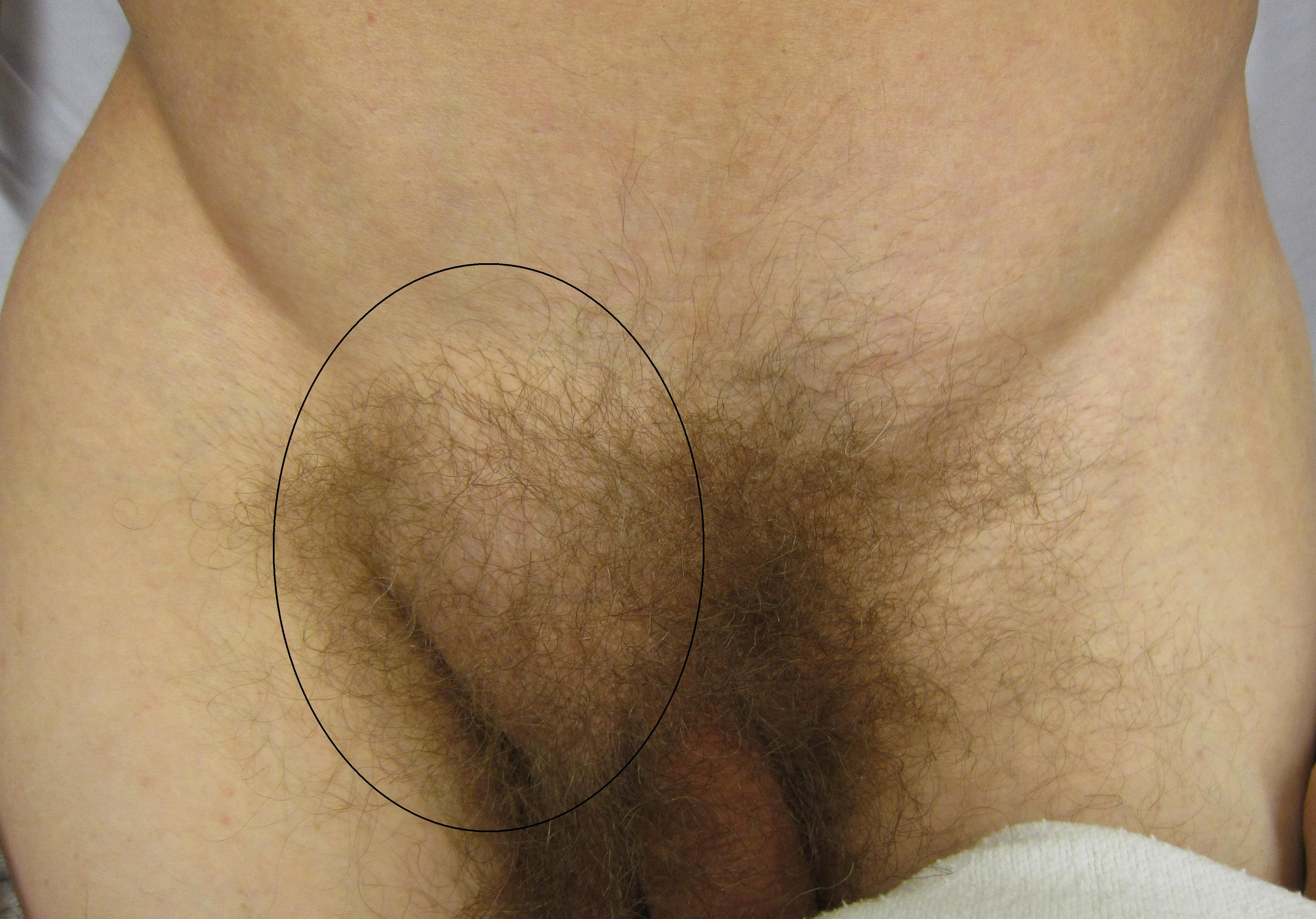
Ljumskbråck

Ett ljumskbråck är en försvagning av bukväggen i ljumsken. Det yttrar sig som en omotiverad utbuktning av huden och kan vara helt obemärkt och besvärsfri länge, men kan också smärta mycket. I det senare fallet kan det röra sig om ett inklämt bråck, som måste opereras så snart som möjligt. Även början på ett bråck kan vara väldigt smärtsam innan bukväggen har gett med sig. Ljumskbråck går inte tillbaka av sig självt, utan måste opereras förr eller senare om de orsakar för mycket besvär.
Utbuktningen (bråcksäcken) innehåller en del av tunntarmen och fettvävnad. Orsaken till ljumskbråck är försvagning av bukväggen som främst beror på ärftlighet, ålder, kön, rökning, sjukdom och fysiska påfrestningar. En del föds med ljumskbråck och andra utvecklar det med tiden. Män löper större risk för ljumskbråck.
Hos män och pojkar finns en variant av ljumskbråck, som kallas pungbråck, där bråcksäcken går ner i pungen i stället för att ligga i eller ovanför ljumsken. En annan variant, främst hos kvinnor, är lårbråck, där bråcksäcken går ner under huden utefter låret.

## Bråcktyper
- I	Indirekt bråck med normal inre inguinalöppning
- II	Indirekt bråck med dilaterad inre inguinalöppning men utan påverkan på inguinalkanalens bakvägg
- IIIA	Direkt bråck
- IIIB	Stort indirekt bråck som påverkar inguinalkanalens bakvägg samt kombinerade indirekta och direkta bråck
- IIIC	Femoralt bråck
- IV	Recidivbråck (A-direkta, B-indirekta, C-femoralt, D-kombinerade)